# Сорока, Ярослав Михайлович
Ярослав Михайлович Сорока (27 декабря 1943) — советский биатлонист, трёхкратный чемпион СССР в эстафетах (1970, 1971, 1972), чемпион СССР по летнему биатлону (1973). Мастер спорта СССР международного класса.

## Биография
Выступал за спортивное общество «Динамо» и город Харьков. Пятикратный чемпион Украинской ССР, победитель первой Динамиады социалистических стран.
На чемпионатах СССР трижды подряд завоёвывал золотые медали в эстафетах в составе сборной «Динамо» (1970, 1971 и 1972). Все три раза товарищами Сороки по эстафетной четвёрке были Александр Тихонов и Ринат Сафин, а ещё один участник квартета постоянно менялся, в разные годы это были Янис Гулбис, Виталий Урбанович и Е.Кузьмин.
В 1972 году биатлонист завоевал медаль и в личном виде программы — стал вторым в индивидуальной гонке, уступив Александру Тихонову.
В сентябре 1973 года на чемпионате СССР по летнему биатлону в Раубичах стал победителем в индивидуальной гонке.